# ДАР-3
„ДАР-3“ е изключително сполучлив български едномоторен двуместен биплан. Самолетът е поредната разработка на българските самолетостроители, работещи в условията на ограничителния режим на Ньойския договор.
ДАР-3 е разработен като разузнавателен самолет.  Бипланът официално е произвеждан като транспортен самолет през периода 1935 – 1940 г., но са създадени условия за използването му и като войскови многоцелев самолет за водене на тактическо въздушно разузнаване, щурмуване на земни обекти и провеждане на активен въздушен бой. Модификациите на този самолет са насочени към изпълнение на целите поставени от Въздухоплавателния съвет през 1938 г., особено след отпадане на забраните по договора след 1938 г. Според предназначението си, ДАР-3 не е имал европейски конкуренти. ДАР-3 „Гарван I“ е първият от серийно произвежданите в Държавна аеропланна работилница в Божурище самолети от фамилията ДАР-3.

## История
Разработката на ДАР-3 започва през 1928 г. в ДАР под ръководството на главния конструктор инж. Херман Винтер. Участие в разработката вземат българските инженери Цветан Лазаров и Борис Динчев и немските инженери Вайсбрих и Нусбаум, които са и инженери в производството. За времето на създаването, конструкцията е на модерен едномоторен двуместен двуплощник с цели криле и без външно кабелно опъване. Самолетът е конструиран с двойно управление, годен е за неограничени полети с изпълнение на фигури от висшия пилотаж и с много добри летателни качества. По своята скороподемност почти няма съперници на континента, което предизвиква и интерес сред авиационните фирми и специалисти. 
Аеродинамичните и якостните изчисления са направени от инженерния колектив, работещ с инж. Винтер. Аеродинамичните изчисления са направени от инж. Б. Динчев, статичните – от Вайсбрих. Изчисленията за вграждането на мотора и предната част на фюзелажа са направени от инж. Нусбаум през 1928 г. и са утвърдени от инж. Винтер на 15 март 1929 г. Предната част на самолета с вградения мотор е изчислена на якост при десетократно по-голяма маса на мотора – 4570 kg. Крилете са изчислени на натоварване съгласно предписанията на BLV от 1918 г. за военни самолети, като горното крило носи 58% от общия товар, а долното 42%. Изчисленията за колесника, при полетна маса 1850 kg и в случай на приземяване на едно колело са дело на инж. Цв. Лазаров и са утвърдени от инж. Винтер на 15 март 1929 г. Може да се приеме, че това е времето от което започва практическото изграждане на самолета. 
Произведени са три прототипа. Първият прототип на ДАР-3 през 1930 г. е с открита кабина. Монтиран е дванадесетцилиндров редови „V“ образен двигател с водно охлаждане Лорен Дитрих 12Дб с мощност 249,2 kW/400 hp. Използва се дървено двулопатно витло. Изпитанията показват, че трябва да се постави по-мощен мотор и прототипа през 1931 г. е комплектован със звездообразен двигател с въздушно охлаждане „Гном Рон Юпитер 9АКХ“ с мощност 353 hp. и двулопатно дървено витло. Изпитанията на самолета ДАР-3Ю завършват трагично – край Казанлък загиват пилотът Георги Костов и аеромонтьорът Николай Звездов. Следващите варианти са само внасяне на някои конструктивни промени в създадения прототип и са подменяни двигателите.
Вторият прототип е с промени в планьора и опашните плоскости. Предната част на кабината е закрита, задната открита. Тялото, колесникът и опашните плоскости имат съвършено нов вид. Двигателят седемцилиндров звездообразен с въздушно охлаждане Райт „Циклон“WR-SGR-1820- F3, е с мощност 463,5kW/630 hp и двулопатно дървено витло. На двигателят е поставен фирмен обтекател „Тауненд“. Въоръжен е с наблюдателска картечница 7,92 mm на турелна платформа. Създадена е възможност за аерофотографиране. Този самолет влиза в редовно серийно производство през 1937 г. под наименованието „Гарван I“.
Втората серия от 6 самолета с наименование „Гарван II“ е с двигател Сименс Юпитер VI – деветцилиндров звездообразен двигател с въздушно охлаждане и мощност 650 hp. Поради лошо смазване на коляно-мотовилковия механизъм двигателите дефектират, като се къса главната мотовилка на двигателя. Поради тези недостатъци този двигател е заменен с Алфа Ромео 126 RC 34.
Третият прототип е усилен якостно, за да обезпечи използването на по-мощен двигател и самолетът да изпълнява ново многофункционално предназначение за въздушна поддръжка на пехотата и за разузнаване. Разработено е ново усилено тяло, нов стабилен и устойчив на удари колесник, двигателят е с фирмен обтекател на NACA. Обозначен е като модификация ДАР-3 „Гарван III“ и е последен от семейството на ДАР-3. В самолета е вграден двигател „Алфа Ромео – 126-РС-34“ с мощност 750 hp. Използва се трилопатен метален въздушен винт. Самолетът е въоръжен с една синхронна 7,92 mm картечница над двигателя и една със същия калибър за наблюдателя. Може да носи на външно окачване бомбов товар от 250 kg. 

## Конструкция
Бипланът е с открита кабина за пилота и наблюдателя, с двойно управление и неприбираем колесник и опашно опорно колело. Представлява смесена конструкция. Допустимата якост на опън на използваните стоманени тръби в конструкцията е 4500 kgf/cm2. Проектирането на самолета изцяло е съобразена с немските норми за якост и натоварване съгласно предписанията на BLV от 1918 г. за военни самолети.
- Крила. Горното и долното крило са дървена конструкция, с преден и заден лонжерон, като тези надлъжни елементи са с кутийчато сечение. Крилото е с дебел профил. Профилът на крилата се оформя от ребра с вградено вътрешно обтягане. Външно крилата са без кабелно обтягане. Свързани са помежду си от двете страни на фюзелажа с по една N-стойка. Формата им в план е трапецовидна. Вторият прототип – ДАР-3 „Гарван I“ и последващо произведените самолети е със закръглени в края крила.
- Фюзелаж. Скелетът на тялото на самолета е изградена като ферма от заварени стоманени тръби.
- Оперение. Вертикалният стабилизатор и вертикалното кормило са изградени от стоманени тръби, ребра и платнена обшивка. Хоризонталния стабилизатор е изграден от надлъжник от стоманена тръба, стоманени ребра и платнена обшивка. Хоризонталното кормило е от тръбна ос, ребра и обшивка. [6]
- Двигател. Моторната рама за използваните двигатели представлява тръбна конструкция от стоманени тръби. В прототипите са вграждани „Лорен Дитрих 12“ – двигател с водно охлаждане и мощност 400 hp. и „Гном Рон Юпитер 9АКХ“ с мощност 480 hp. В серийно произвежданите самолети ДАР-3 е използван седемцилиндров звездообразен с въздушно охлаждане Райт-Циклон WR-SGR-1820 F3 с мощност 463,5 kW/630 hp и „Алфа Ромео – 126-РС-34“ с мощност 750 hp.

## Модификации
- ДАР-3 „Гарван I“ e произведен през 1936 г. в серия от 6 броя. Крейсерска скорост 220 km/h. Въоръжение – 7,92 mm картечница на турелна платформа за наблюдателя.
- ДАР-3 „Гарван II“ е произведен през 1937 г. в серия от 6 самолета.
- ДАР-3 „Гарван III“ е многоцелеви самолет-биплан за разузнаване и поддръжка на сухопътни войски. Произведени са 12 самолета по този трети прототип с внесени промени на ДАР-3. [7] Въоръжен е с 2 картечници и носи бомбов товар до 250 kg на външно окачване. Конструктивните промени спрямо първите „Гарвани“ е ново усилено тяло, нов колесник и полузакрита кабина. Произведен е през 1939 г. С по-мощния двигател „Алфа Ромео“-126-РС-34 с мощност от 750 hp, закрита кабина, две картечници, силово по-здрава конструкция и възможност за носене на бомби, е модификация, особено подходяща за изпълнение на поставените задачи по времето на Втората световна война. [4][8]

## Технически характеристики на ДАР-3
| Характеристика                               | Показател с дв. Лорен Дитрих (прототип I) | Показател с дв. Гном Рон Юпитер | Показател с дв. Райт Циклон (прототип II) (Гарван I) | Показател с дв. Siemens (Гарван II) | Показател с дв. Алфа Ромео (прототип III) (Гарван III) |  |
| -------------------------------------------- | ----------------------------------------- | ------------------------------- | ---------------------------------------------------- | ----------------------------------- | ------------------------------------------------------ |  |
| Производител                                 | ДАР                                       | ДАР                             | ДАР                                                  | ДАР                                 | ДАР                                                    |  |
| Година на производство                       | 1930                                      | 1931                            | 1936                                                 | 1937                                | 1939                                                   |  |
| Екипаж                                       | 2                                         | 2                               | 2                                                    | 2                                   | 2                                                      |  |
| Двигател                                     | Лорен Дитрих 12                           | Гном Рон Юпитер 9AKX            | Райт „Циклон WR-SGR-1820 F3“                         | Siemens Jupiter VI                  | Алфа Ромео 126 RC 34                                   |  |
| Мощност                                      | 294 kW/400 hp                             | -/353 hp                        | 463,5 kW/630 hp                                      | 478 kW/650 hp                       | 551,6 kW/750 hp                                        |  |
| Разпереност горно/долно крило                | 11,90/10,85 m                             | 11,90/10,85 m                   | 11,90/10,75 m                                        | 11,90/10,75 m                       | 11,90/10,75 m                                          |  |
| Разстояние между крилете                     | 2040 mm                                   | 2040 mm                         | 2040 mm                                              | 2040 mm                             | 2040 mm                                                |  |
| Дължина                                      | 9,45 m                                    | 9,45                            | 9,17 m                                               | 9,17 m                              | 9,46 m                                                 |  |
| Площ на горното крило                        | 22 m2                                     | 22 m2                           | 22 m2                                                | 22 m2                               | 22 m2                                                  |  |
| Площ на долното крило (без тялото)           | 15 m2                                     | 15 m2                           | 15 m2                                                | 15 m2                               | 15 m2                                                  |  |
| Обща площ на крилете                         | 37 m2                                     | 37 m2                           | 37 m2                                                | 37 m2                               | 37 m2                                                  |  |
| Обща площ на хоризонталните опашни плоскости | 3,68 m2                                   | -                               | -                                                    | -                                   | -                                                      |  |
| Маса празен                                  | 1440 kg                                   | -                               | 1300 kg                                              | 1300 kg                             | 1300 kg                                                |  |
| Маса полетна                                 | 1832 – 1850 kg                            | –                               | 1900 kg                                              | 1950 kg                             | 2100 kg                                                |  |
| Скорост максимална                           | 205 km/h                                  | 221 km/h                        | 250 km/h                                             | 230 km/h                            | 275 km/h                                               |  |
| Скорост крейсерска                           | 180 km/h                                  | 180 km/h                        | 220 km/h                                             | 210 km/h                            | 250 km/h                                               |  |
| Далечина на полета                           | 500 km                                    | -                               | 700 km                                               | 600 km                              | 1000 km                                                |  |
| Таван                                        | 6850 m; 5500 m                            | -                               | 6800 m                                               | 6500 m                              | 7000 m                                                 |  |
| Разстояние за излитане (разбег)              | 95 – 114 m                                | -                               | -                                                    | -                                   | -                                                      |  |

## Бойно използване на ДАР-3
Още през 1937 г. за комплектуването на авиационните части от ДАР са предадени 6 самолета ДАР-3. С това към 15 юли 1937 г. за дивизионен разузнавателен самолет са разпределени по 3 броя на 1-ви армейски орляк и на 2-ри армейски орляк.
Със строго поверителния Протокол №8 от 17 февруари 1938 г. на Въздухоплавателния съвет, се определя стратегията за развитието на бойната авиация. Определя се вида и количеството бойни самолети за закупуване за комплектуването на военновъздушните войски, определят се основните видове бойни самолети, тяхната конструкция, бойни качества и бойната подготовка на летателния състав. Оценката е, че не се препоръчва закупуването на дивизионни разузнавателни самолети, тъй като може да се разчита на родното производство в ДАР в Божурище и „Капрони Български“ – Казанлък. Това вероятно е и основанието за развитието на конструкцията и разширяване възможностите на ДАР-3 до достигане на модификацията ДАР-3 „Гарван III“.
През 1942 г. и до края на войната ДАР-3 е включен с модификациите си „Гарван I, II и III“ в групата на подготвително-бойните самолети заедно с „Фоке Вулф“ 58 „Гълъб“, „Арадо“ 96 „Сойка“ и др. 